# République de Molossia
Pour les articles homonymes, voir Molosses (Épire).
La République de Molossia ou Molossia est une micronation, fondée par Kevin Baugh comme « république bananière dictatoriale » (dictatorial banana-republic) et réduite à une petite maison près de Dayton dans l’État du Nevada.
Le pays est réduit au domicile de Baugh (appelée Government House), le jardin et environ 1,3 acres (5 260,91 m2) de terrain, comme n'importe quelle propriété du Nevada. Elle a auparavant été déclarée dépendante de la Pennsylvanie. Selon l'auteur John Ryan, Molossia est « un passe-temps... poussé... au ne degré » (« a hobby... that has been pushed... to the nth degree. »). Née dans les jeux d'enfants de Baugh en 1977, Molossia est devenue une entité territoriale à part entière vers 1999.
Le nom de Molossia est dérivé de l'espagnol morro qui signifie « petite colline rocheuse ». Baugh a ajouté que la tribu antique grecque des Molosses n'avait aucun rapport.

## Histoire
Les origines de Molossia viennent d'un projet d'enfance de création d'une micronation, appelée the Grand Republic of Vuldstein, fondée par Baugh et James Spielman le 26 mai 1977. Vuldstein était dirigé et peuplé par King James I (Spielman), et Prime Minister Baugh, bien que James quitte vite Vuldstein. Baugh utilisera ce nom pour baptiser plusieurs royaumes nomades au fur et à mesure de ses voyages en Europe. De 1998 à 1999, Molossia est membre des Provinces Unies d'Utopia.
Le 3 septembre 1999, Baugh crée la République de Molossia comme pays succédant à Vuldstein, et se déclare président. 
Le 13 novembre 2012, Kevin Baugh crée une pétition sur le site Internet Whitehouse.gov We the People afin d'obtenir la reconnaissance officielle de la micronation . 
Le 15 mars 2017, ils ont leur équipe de basket : Basketball Molossian Squad .
Le président Kevin Baugh prévoit une équipe nationale de football américain, soccer et d'athlétisme avec une grande association : Molossia Sports Association . 

## Territoires

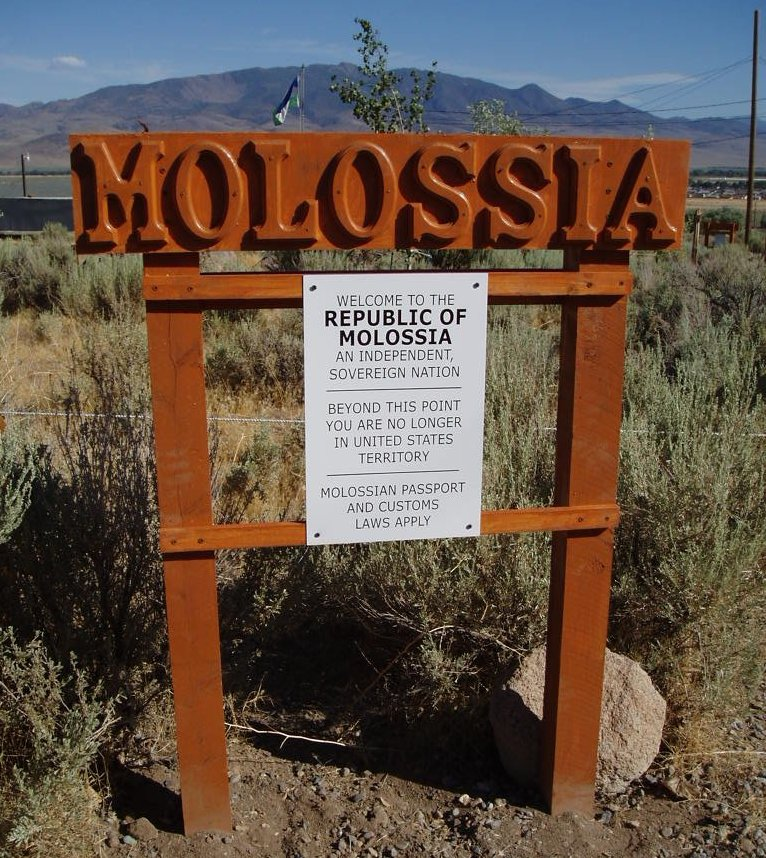
Pancarte de la frontière, Harmony Province.

Molossia compte deux propriétés (trois auparavant), localisées sur le territoire continental des États-Unis et couvrant une superficie de 6,3 acres (25 495,2 m2). Les deux terrains appartiennent à Baugh.
Harmony Province est situé près de Dayton au Nevada et est le plus petit des territoires de Molossia, d'une superficie de moins d'un acre. Il s'agit de la résidence principale de la famille Baugh, et l'emplacement de la capitale, Espera.
The Protectorate of New Antrim est située en Pennsylvanie et était le plus grand des territoires de Molossia, faisant un peu moins de 8 acres (32 374,85 m2). Elle était nommée d'après le comté d'Antrim d'Irlande du Nord et avait son propre gouverneur, Grand Admiral Hess. Son appartenance à Molossia n'est plus affirmée.
En août 2003, Baugh achète une parcelle de terre dans le nord de la Californie. Elle a été baptisée Colony of Farfalla. La propriété a finalement été vendue en 2005, après que Baugh hérite d'un terrain plus grand qu'il a nommé Desert Homestead Province, dans le sud de la Californie. Desert Homestead était la propriété du grand-père de Baugh, et la demeure a été déclarée « monument national » en sa mémoire.
Vesperia est le nom d'un territoire déclaré dépendant de Molossia, d'une superficie de 49 881 milles carrés (129 191,2 km2), sur la surface de la planète Vénus.
Molossia déclare avoir l'appartenance d'un îlot appelé Neptune Deep dans l'océan Pacifique Nord, à 750 km au sud-ouest du Mexique. En 2013, selon les habitants de l'ouest du Nevada, 70 % de l'ouest de l'état d'Amérique est controlé par Molossia .

## Opérations

### Proclamations
La République de Molossia se déclare être un État-nation souverain et indépendant, enclavé dans les États-Unis. En conséquence, il adopte un système gouvernemental de structure semblable à celui d'un État souverain.

### Nombre d'habitants et États Unis
En 2023, selon le média national GreenMed 1, il y'aurait 268 habitants à Molossia, mais officiellement, car le gouvernement américain ne reconnait pas ou de facto la grande république, les américains réduisent le territoire de Molossia par 5, alors que pourtant, une grande partie de l'ouest du Nevada est controlé par la République de Molossia .

### Relations étrangères
Molossia reconnaît plusieurs micronations, traitées à l'appui. En mai 2008, un sommet a été tenu par le Grand Duc Paul, chef du Grand Duché de Greifenberg, une autre micronation. Des plans ont été lancés pour la revitalisation de la League of Small Nations, une organisation aujourd'hui dissoute vouée à la prospérité des micronations réclamant des territoires. Ce fut la première visite officielle du chef de Molossia. Molossia affirme avoir été l'une des premières nations à reconnaître l'existence de la République du Kosovo, le lendemain de la déclaration d'indépendance par rapport à la Serbie, le 18 février 2008, Baugh ayant envoyé une lettre officielle au gouvernement nouvellement formé. Molossia est en relation informelle avec d'autres États.
En 2015, Molossia est à l'origine de l'idée des MicroCon et héberge la 1re édition.

## Services postaux et médiatiques
Le Molossian Postal and Telegraph Service ne fonctionne qu'à l'intérieur de la République de Molossia dans la mesure où la micronation n'est pas reconnue et n'a aucun équivalent hors de ces frontières. Le Postal and Telegraph Service produit actuellement des Cinderella stamps,. Le plus grand média télévisé et radio reste GreenMed 1 . 

## Dirigeants successifs

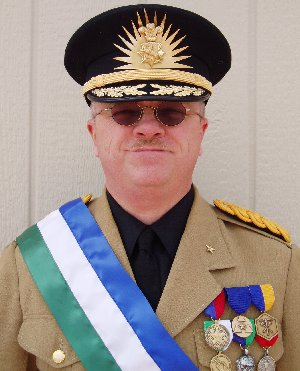
Président Kevin Baugh.

| Période      | Période       | Identité           | Titre                                                                | Étiquette      | Qualité                      |
| ------------ | ------------- | ------------------ | -------------------------------------------------------------------- | -------------- | ---------------------------- |
| 1977         | 1990          | James Ier Spielman | Roi de la Grande République du Vuldstein                             | Sans étiquette | ami de Kevin Baugh           |
| 1977         | 1992          | Kevin Baugh        | Premier Ministre de la Grande République du Vuldstein                | Sans étiquette | militaire                    |
| 1992         | 1999          | Kevin Baugh        | Premier Ministre de la République Populaire Démocratique de Molossia | Sans étiquette | militaire                    |
| 1999         | 2010          | Kevin Baugh        | Président de la République de Molossia                               | Sans étiquette | militaire                    |
| 9 avril 2010 | 11 avril 2010 | Douglas Walker     | Président de Kickassia                                               | Sans étiquette | vidéaste du Nostalgia critic |
| 2010         | en cours      | Kevin Baugh        | Président de la République de Molossia                               | Sans étiquette | militaire                    |

## Tourisme

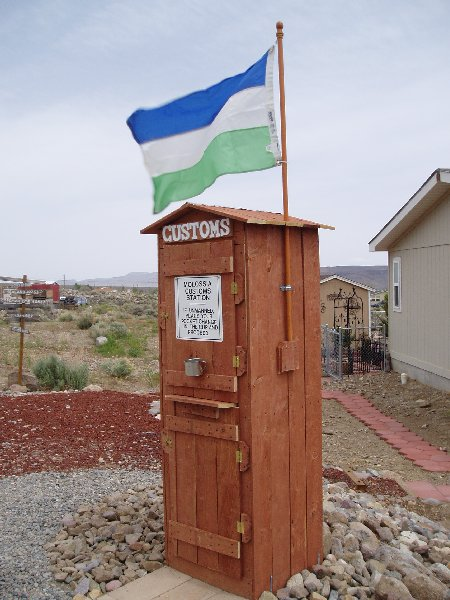
Poste frontière de Molossia.

Les travaux lancés par le président Baugh, comme des musées d'art des micronations ou l'aménagement du territoire autour de son domicile, ont permis le début du tourisme en Molossia avec une moyenne de 10 touristes par an.
Les visites sont possibles uniquement sur accord et incluent une visite de 45 minutes organisée par Baugh lui-même en uniforme. Les visiteurs doivent présenter leurs passeports et le change pour entrer. Baugh a déclaré exempter de ces obligations les ressortissants d'Andorre, du Liechtenstein, de Saint-Marin, de Monaco, de Seborga et de « toute nation reconnue par Molossia. »
Le transit de plusieurs denrées est interdit en Molossia, dont le tabac et les lampes à incandescence.

## Drapeau
Le drapeau de la république de Molossia, appelé la "Grande Trinité" ("the Grand Triune" en anglais), est identique au drapeau du royaume de nouvelle-France, plus souvent appelé royaume d’Araucanie et de Patagonie, qui fut un royaume éphémère d'Amérique du Sud (1860-1862).
C'est un drapeau à trois bandes horizontales égales : bleu, blanc et vert. Le bleu symbolise la force et le ciel ; le blanc symbolise la pureté et les montagnes environnantes ; le vert symbolise la prospérité et la terre molossienne, verte après une pluie de printemps.

## Guerre avec la République Démocratique Allemande
La République de Molossia  prétend être en guerre avec l'Allemagne de l'Est depuis le 2 novembre 1983. Bien que l'Allemagne de l'Est soit maintenant défunte. Néanmoins, en 1986, le gouvernement molossiens a décidé de créer sa propre armée de 45 soldats et 97 policiers, l'état décide de faire son premier "combat" de l'histoire face à l'Allemagne de l'est au sud du Nevada, qui fera une victoire écrasante de la République de Molossia avec l'Allemagne de l'Est qui battra en retraite. 

## Dans la culture populaire
Molossia est au cœur de Kickassia, la mini-série produite à l'occasion des deux ans du site That Guy With The Glasses. Doug Walker a produit une mini-série de six épisodes présentant les membres de Channel Awesome, prenant place entre Molossia et un hôtel proche. Dans le film, le Nostalgia Critic tente d'envahir Molossia et d'y créer un nouveau pays dont il serait le leader, avec l'aide des autres membres de That Guy With the Glasses. Kevin Baugh joue son propre rôle, celui du dirigeant qui contre l'invasion. Finalement, les podcasteurs l'emportent et fondent un nouveau pays : Kickassia. Cependant Baugh fait de la résistance et crée des dissensions dans le groupe, qui finit par destituer le Nostalgia Critic et rendant ses terres.
Molossia fait également une apparition parmi les micronations citées dans le webcomic japonais Hetalia: Axis Powers. Il est principalement vu en interaction avec d'autres micronations comme Sealand, Seborga et la principauté de Wy.